# Mapa Arculfo de Jerusalém

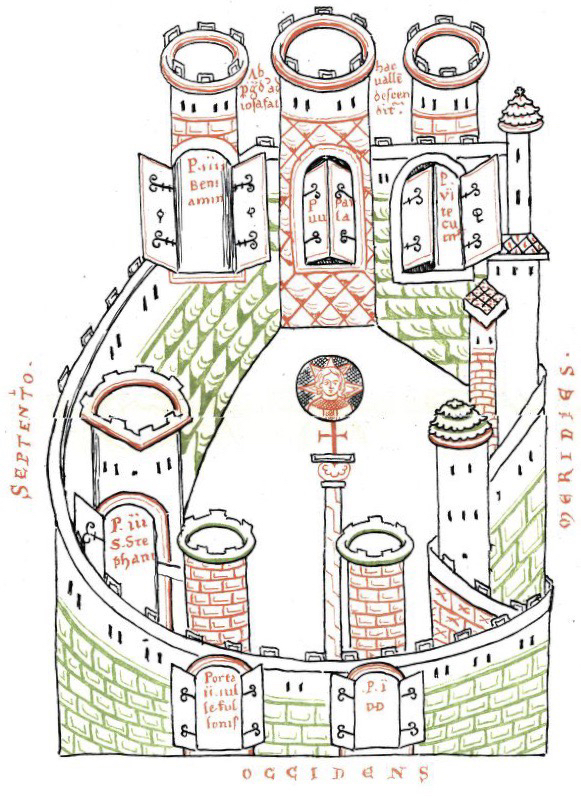
O mapa Arculf de Jerusalém

O Mapa Arculfo de Jerusalém é um antigo mapa de planta baixa da cidade de Jerusalém que foi publicado em manuscritos do primeiro livro de De Locis Sanctis por Arculfo via Adomnano, datado de 680 d.C. Nem todos os manuscritos conhecidos do texto incluem os mapas e planos. O mais antigo manuscrito conhecido mostrando o mapa data do século IX, dois séculos após a jornada de Arculfo. 
Era o mapa mais antigo conhecido de Jerusalém antes da descoberta do Mapa de Madaba.

## Descrição
O mapa mostra locais cristãos relevantes em relação uns aos outros.

Arculfo passou nove meses em Jerusalém antes de transmitir a história de suas viagens a Adomnano, para o benefício de outros peregrinos. Adomnano escreveu que Arculfo havia desenhado seus mapas e planos em tábuas de cera.